# Heinrich Gleissner
Heinrich Gleissner (* 12. Dezember 1927 in Linz; † 1. Juni 2016 in Wien) war ein österreichischer Botschafter.

## Leben
Heinrich Gleissner trat 1951 in den auswärtigen Dienst. Von 1953 bis 1955, von 1973 bis 1975 und von 1982 bis 1992 wirkte er im Bundeskanzleramt (Abteilung für auswärtige Angelegenheiten) bzw. im Außenministerium, zuletzt als Leiter der Abrüstungsabteilung. Seine Auslandsstationen waren
- 1952 bis 1953 im Büro des Beobachters beim Europarat Straßburg
- 1955 bis 1957 und von 1959 bis 1962 an der Botschaft in London
- 1962 bis 1965 bei den Vereinten Nationen in Genf
- 1965 bis 1973 im Generalkonsulat in New York City, davon 1966 bis 1973 als Generalkonsul
- 1975 bis 1979 als Direktor des UN-Sicherheitsrates in New York City
- 1979 bis 1982 als Botschafter in Großbritannien in London.[1]

Er war Mitglied der katholischen Studentenverbindungen KÖStV Austria Wien (seit 1945) und AV Austria Innsbruck (seit 1946), jeweils im ÖCV.

## Auszeichnungen
- 1992: Großes Goldenes Ehrenzeichen für Verdienste um die Republik Österreich[2]